# Acaena dumicola
Acaena dumicola es una especie de planta del género Acaena, perteneciente a la familia Rosaceae.

## Taxonomía
Acaena dumicola fue descrita por B. H. Macmill. en 1985.

## Distribución
Se encuentra en el territorio sur de Nueva Zelanda.